# Eucharistinerkloster Düren

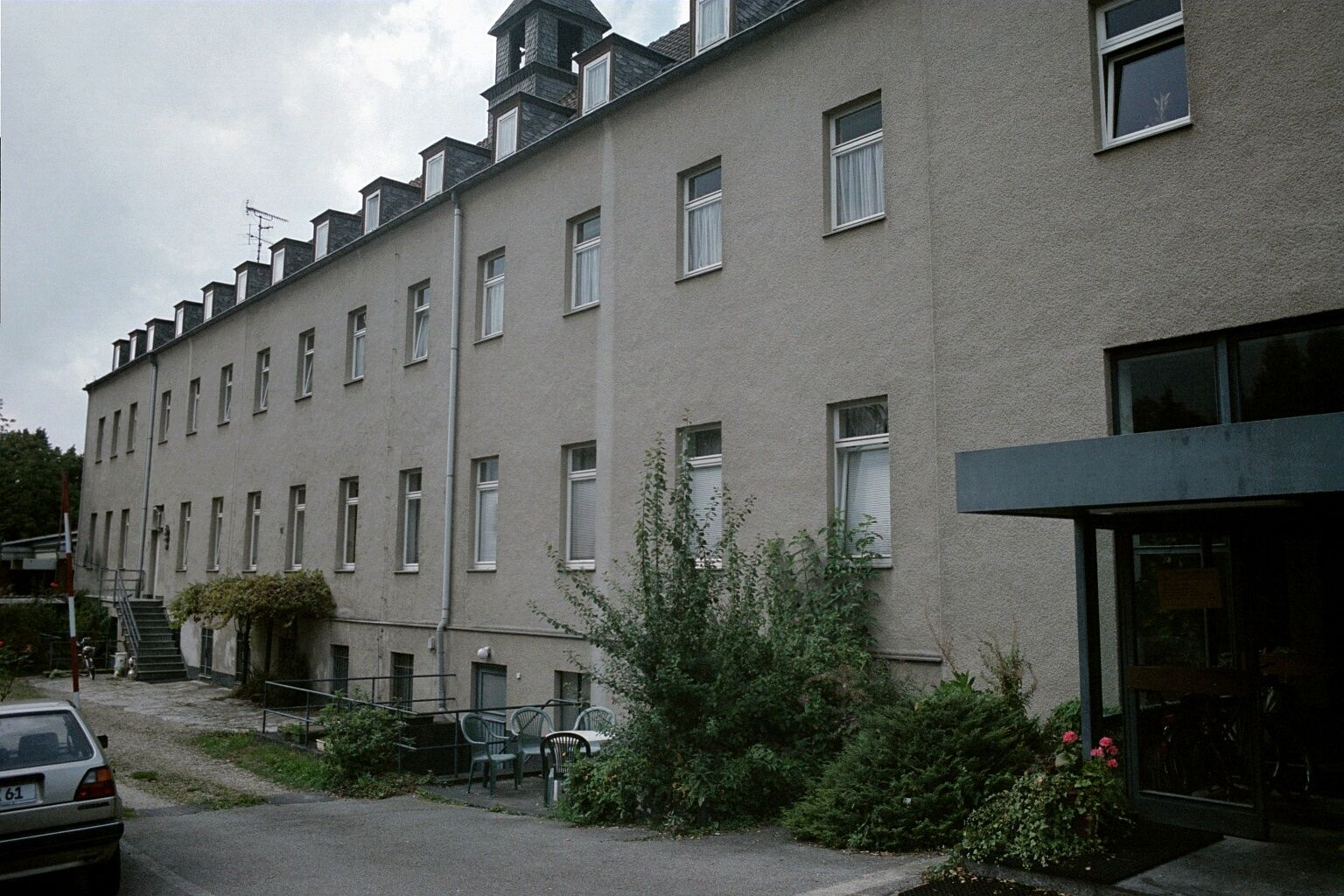
Das ehemalige Kloster

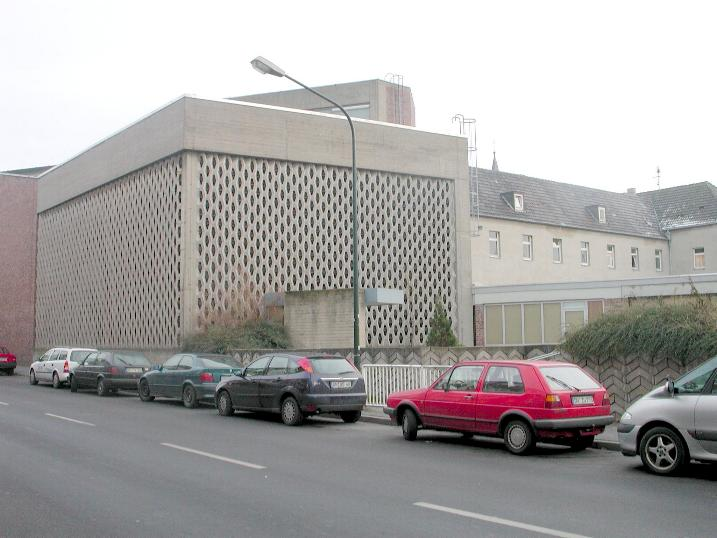
Die ehemalige Pfarrkirche St. Peter Julian mit dem angebauten Kloster

Das Eucharistinerkloster stand in der nordrhein-westfälischen Kreisstadt Düren in der Kölnstraße.
Im Jahr 1920 wurden die Eucharistiner-Patres aus Belgien ausgewiesen und kamen nach Düren. Sie zogen zuerst in ein Gebäude des damaligen Ursulinenschule in der oberen Kölnstraße. Sieben Pater gründeten am 22. Juli 1920 die Niederlassung in Düren. 1921 erfolgte die Grundsteinlegung für das Noviziat. 1925 kauften sie einen Bauernhof in Echtz, den sie zum Erholungsort für die Dürener Kommunität umbauten. Das Anwesen wurde bis nach dem Zweiten Weltkrieg genutzt. 1932 erwarben die Eucharistiner das Städtische Oberlyzeum. Sie funktionierten es zum Kloster um. Die damalige Ursulinenkirche wurde zur Klosterkirche und hieß im Volksmund Et Klösterche. 
Das Kloster bestand nur zwölf Jahre. Beim Luftangriff auf Düren am 16. November 1944 wurde alles zerstört. Sieben Patres fanden den Tod. Nach der Rückkehr aus der Evakuierung fanden die Pater vorübergehend ein Bleibe in der Dr.-Overhues-Allee im damaligen Alexianerkloster, wo heute das Nikolaus-Altersheim steht. Architekt W. Christoffels plante 1948 einen Neubau in der Kölnstraße. Der Kapitelsaal wurde am 10. Oktober 1948 als Notkirche geweiht. Der Grundstein für den vom Dürener Architekten Helmuth Lüttgen geplanten Neubau wurde am 18. November 1964 gelegt. Die Kirche wurde am 30. Oktober 1966 vom Aachener Bischof Johannes Pohlschneider konsekriert. 1970 wurde der neben der Kirche liegende Kindergarten eingeweiht. 
Im 21. Jahrhundert wurden die Eucharistiner am Dürener Standort immer weniger. Kloster und Kirche wurden an die Cellitinnen aus Köln verkauft. Das Kloster mit den 40 Zimmern war zu groß. Da es stark renovierungsbedürftig war, wurden Kirche und Kloster 2003 abgerissen. Heute steht an der Stelle das Cellitinnen-Seniorenhaus St. Gertrud. 